# Wevermieren

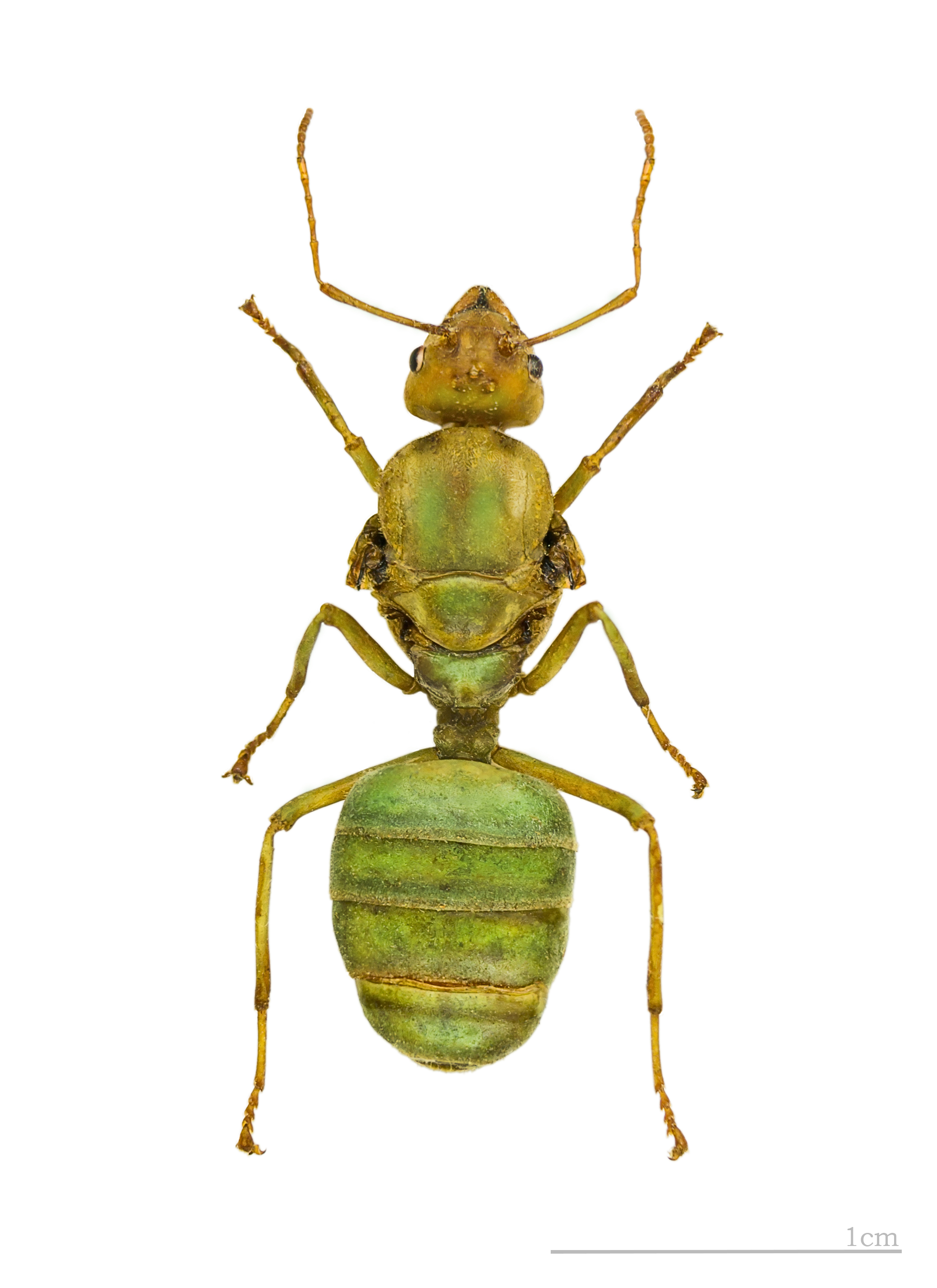
Koningin Oecophylla smaragdina

Wevermieren (Oecophylla) zijn een geslacht van mieren uit de onderfamilie schubmieren (Formicinae). 

## Leefwijze
Ze danken hun Nederlandse naam aan het feit dat ze bladeren aan elkaar plakken om zo nesten te maken. De mieren doen dit niet zelf; ze brengen hun larven naar kromgetrokken bladeren waarna deze de randen vastlijmen.

## Soorten
- Oecophylla longinoda (Latreille, 1802) (Rode wevermier)
- Oecophylla smaragdina (Fabricius, 1775) (Groene wevermier)

Uitgestorven soorten:
- †Oecophylla atavina Cockerell, 1915
- †Oecophylla bartoniana Cockerell, 1920
- †Oecophylla brischkei Mayr, 1868
- †Oecophylla crassinoda Wheeler, 1922
- †Oecophylla eckfeldiana Dlussky, Wappler & Wedmann, 2008
- †Oecophylla grandimandibula Riou, 1999
- †Oecophylla leakeyi Wilson & Taylor, 1964
- †Oecophylla longiceps Dlussky, Wappler & Wedmann, 2008
- †Oecophylla megarche Cockerell, 1915
- †Oecophylla obesa (Heer, 1849)
- †Oecophylla praeclara Förster, 1891
- †Oecophylla sicula Emery, 1891
- †Oecophylla superba Théobald, 1937